# Villiam Vecchi
Villiam Vecchi (28. prosince 1948 Scandiano – 3. srpna 2022 Reggio Emilia) byl italský fotbalový brankář. Po skončení aktivní kariéry působil jako trenér brankářů v týmech AC Reggiana, AC Parma, Juventus FC, AC Milán a Real Madrid.

## Fotbalová kariéra
V italské nejvyšší soutěži chytal za AC Milán, Cagliari Calcio a Como Calcio, nastoupil v 98 ligových utkáních. S AC Milán získal v sezóně 1967/68 mistrovský titul a v letech 1972 a 1973 italský pohár. V Poháru mistrů evropských zemí nastoupil v 1 utkáních, v Poháru vítězů pohárů nastoupil v 10 utkáních a v Superpoháru UEFA nastoupil ve 2 utkáních. V roce 1973 s AC Milan vyhrál Pohár vítězů pohárů. V sezóně 1968/69 vyhrál s AC Milán Pohár mistrů evropských zemí a v sezóně 1972/73 i Pohár vítězů pohárů.

## Ligová bilance
| Ročník          | Zápasy | Góly | Klub            |
| --------------- | ------ | ---- | --------------- |
| Serie A 1967/68 | 1      | 0    | AC Milán        |
| Serie A 1968/69 | 1      | 0    | AC Milán        |
| Serie A 1969/70 | 4      | 0    | AC Milán        |
| Serie A 1971/72 | 1      | 0    | AC Milán        |
| Serie A 1972/73 | 19     | 0    | AC Milán        |
| Serie A 1973/74 | 20     | 0    | AC Milán        |
| Serie A 1974/75 | 23     | 0    | Cagliari Calcio |
| Serie A 1975/76 | 3      | 0    | Cagliari Calcio |
| Serie A 1980/81 | 26     | 0    | Como Calcio     |
| CELKEM Serie A  | 98     | 0    |                 |